# Палађо (Фиренца)
Палађо је насеље у Италији у округу Фиренца, региону Тоскана.
Према процени из 2011. у насељу је живело 25 становника. Насеље се налази на надморској висини од 333 м.